# علم أنجوان

علم أنجوان

العلم السابق لأنجوان من العام 1997 - 2012

اعتمد علم أنجوان في عام 2012 وهو عبارة على هلال أحمر وأربع نجوم مع خلفية حمراء.

## اقرأ أيضًا
- أعلام العالم